# Poljošumarstvo
Poljošumarstvo odnosno  agro-silvikultura (eng. agroforestry, njem. Agroforstwirtschaft) sustav je uzgoja hrane ili drugog korisnog bilja u kojem se drveće ili grmlje uzgaja u kombinaciji s povrćem ili žitaricama te biljem za prehranu životinja.
Kombinacija je to poljoprivrednih i šumarskih tehnologija, a u svrhu stvaranja raznorodnijeg, produktivnijeg, profitabilnijeg, zdravijeg i nadasve održivijeg sustava gospodarenja zemljištem.

## Znanstveni pogled
Teoretska osnova poljošumarstva potječe iz ekologije i agroekologije. Sukladno tome   poljošumarstvo jedno je od tri osnovna sustava gospodarenja zemljištem. Preostala dva su poljoprivreda i šumarstvo.
Poljošumarstvo ima puno zajedničkih točaka s izmjenom usjeva. Prije svega se radi o primjeni biljaka koje su sposobne same vezivati dušik, te tako kontinuirano obogaćivati tlo, što pak za posljedicu ima povećanje prinosa te shodno tome i profita na tako kultiviranim površinama. Poljošumarstvo je i jedna od osnova danas u svijetu cijenjene permakulture.
Kao sustav obrade zemlje vjerojatno je znatno starije od oba sustava čije tehnike kombinira te ga možemo smatrati najstarijim sustavom kultiviranja i korištenja tla. Jedan od najstarijih primjera primitivnog poljošumarstva svakako je sustav kojim su se do dolaska europljana koristili sjevernoamerički indijanci.
No praktički svugdje još uvijek postoje ostaci ovakovih praksi, primjerice poput žirenja svinja kod nas (starost ovakvih praksi se u nekim dijelovima današnje srednje Europe procjenjuje na oko 7 500 godina!).Tome bi mogli pribrojiti i već pomalo zaboravljeno ljetno stočarenje rasprostranjeno na primorskim terasama sjevernog i srednjeg Velebita.

## Poljošumarstvo u Europi - istraživanja
Najmanje jedan od EU financiranih programa bavi se istraživanjem mogućnosti uzgoja jednogodišnjih poljoprivrednih kultura u kombinaciji s dugogodišnjim nasadima drveća. Znanstvenici su došli do zaključka, da se ovakovim sustavom može ostvariti povećanje prihoda do 30 %. Na površini od 1 hektara, na kojoj se uzgajaju pšenica i topola, ostvaruju se prinosi koji bi u odvojenom uzgoju bili mogući samo na površini od 1,3 hektara.

## Oblici primjene
Poljošumarstvo pokazuje veliku raznolikost primjena i praksi. Jedna lista   navodi čak 50 specifičnih primjena no ove se ipak najčešće svode na nekoliko ključnih:
- Parkovno uređenje (rijetko i izdvojeno drveće u malim grupama)
- Sustavi bazirani na zasjenjivanju  (visoko drveće plus grmovi ili usjevi)
- Sustav s usjevima nad drvećem (rijetko danas korišten,nisko drveće ili gmlje rezano nisko nad tlom)
- Aleje usjeva (ovdje se usjevi naizmjence kombiniraju s drvećem ili grmljem posađenim u nizu, koriste s vrste koje   vežu dušik)
- Trake usjeva (identično prethodnom no koristi se samo jedan red drveća i usjeva)
- Sustavi koji uključuju i faunu (ispaša u šumi)
- Granični sustavi (uključuje živicu, te vjetrozaštitne pojaseve)
- Taungyas (u Burmi korištena varijanta sustava usjeva pod drvećem)
- Sustav fizičke potpore (stabla i biljke penjačice)
- Klasični poljošumarski sustavi
- Vjetrozaštitni sustavi i   razdvojni pojasevi (vrlo stari sustavi, kod nas se njihovo korištenje još uvijek lijepo ocrtava na poljima primorske terase srednjeg i sjevernog Velebita )

## Korist od uporabe poljošumarstva
Poljošumarstvo ima dosta prednosti u odnosu na   klasičnu poljoprivredu i šumarstvo.Više ekonomske dobiti,veća produktivnost,više raznolikosti u smislu ekoloških dobara i usluga.
Bioraznolikost je u ovim sustavima znatno veća u odnosu na one klasične.Što više vrsta biljaka koristimo na nekom zemljištu stvaramo to složenije stanište,broj vrsta ptica i životinja,te insekata i gljiva na takvom zemljištu bit će znatno veći.
Obzirom na dugoročno loše vremenske prognoze poljošumarstvo bi i kod nas trebalo postati prihvatljiva i prije svega održiva alternativa definitivno destruktivnoj nazovi suvremenoj poljoprivredi(ali i isto takvom šumarstvu).

## Poljošumarstvo u Hrvatskoj
U Hrvatskoj se ovom problematikom zasad nitko nije sustavno bavio. Jedini tragovi primjene su malobrojne grupe koje se bave poljošumarstvu srodnom permakulturom.

## Vanjske poveznice
- Agroforstwirtschaft in Mitteleuropa
- Silvoarable Agroforestry for Europe  Arhivirana inačica izvorne stranice od 25. rujna 2015. (Wayback Machine)
- Past, Present and Future of Agroforestry Systems in Europe   Arhivirana inačica izvorne stranice od 25. rujna 2015. (Wayback Machine)
- National Agroforesty Center (USDA)  Arhivirana inačica izvorne stranice od 27. kolovoza 2015. (Wayback Machine)
- World Agroforestry Centre
- The Center for Agroforestry at the University of Missouri
- Australian Agroforestry
- The Green Belt Movement
- Plants For A Future
- Agroekologija Hrvatska tehnička enciklopedija, portal hrvatske tehničke baštine. LZMK